# Cànoves i Samalús
Cànoves i Samalús (em catalão e oficialmente) ou Cánoves y Samalús (em castelhano) é um município da Espanha na comarca de Vallès Oriental, província de Barcelona, comunidade autónoma da Catalunha. Tem 28,48 km² de área e em 2021 tinha 3 219 habitantes (densidade: 113 hab./km²).

## Demografia
| Variação demográfica do município entre 1991 e 2004[carece de fontes?] | Variação demográfica do município entre 1991 e 2004[carece de fontes?] | Variação demográfica do município entre 1991 e 2004[carece de fontes?] | Variação demográfica do município entre 1991 e 2004[carece de fontes?] |
| ---------------------------------------------------------------------- | ---------------------------------------------------------------------- | ---------------------------------------------------------------------- | ---------------------------------------------------------------------- |
| 1991                                                                   | 1996                                                                   | 2001                                                                   | 2004                                                                   |
| 1033                                                                   | 1552                                                                   | 1968                                                                   | 2297                                                                   |